# گفتمان‌های مسیحی
گفتمان‌های مسیحی (انگلیسی: Christian Discourses) کتابی است از سورن کی‌یرکگور که در ابتدا در سال ۱۸۴۸ به زبان دانمارکی منتشر شد.
سورن کی‌یرکگور در کتاب «تدوین گفتمان‌ها در معانی گوناگون» (۱۸۴۷) پرسید که اگر رنج سنگین باشد، چگونه بار می‌تواند سبک باشد. او همچنین گفت که هنوز خوشبختی ابدیت حتی از سنگین‌‌ترین رنج‌های موقتی بیشتر است. این اظهارات متناقض بود. یک سال بعد گفت که سال ۱۸۴۸ غنی‌ترین و پربارترین سالی بود که به‌عنوان نویسنده تجربه کرده است. گفتارهای مسیحی در ۲۶ آوریل ۱۸۴۸ به نام خود کی‌یرکگور منتشر شد. او در این کتاب اظهاراتی مشابه دارد. سختی امید می‌آورد. هر چه فقیرتر شوید دیگران را ثروتمندتر می‌کنید. بدبختی، رفاه است. او همچنین در مورد پاگان می‌نویسد که خدا را می‌کشد و سپس بر فراز پرتگاهو کمونیسم معنوی پرواز می‌کند.
بیست و هشت گفتمان او به چهار بخش مساوی از هفت گفتمان تقسیم می‌شود که خواننده‌اش را از پاگانیسم به مسیحی رنج‌دیده سوق می‌دهد و سپس در بخش سوم خود به بحث و جدل می‌پردازد، و سرانجام در بخش پایانی خود فرد مجرد را در پیشگاه خداوند قرار می‌دهد.